# Form & Function (альбом)
Form & Function — второй альбом Photek, выпущен 14 сентября 1998 года на лейбле Science Records в Европе и 15 сентября 1998 на Astralwerks в США.

## Об альбоме
Диск представляет собой компиляцию ранних треков Photek, изначально изданных на его собственном одноимённом лейбле как виниловые синглы, а также специально записанных ремиксов на эти треки от разных известных драм-н-бейс музыкантов. В то же время, на альбоме присутствует два абсолютно новых трека — Knitevision и Santiago.
Интересен факт, что, согласно официальным анонсам, на альбоме должен был присутствовать ремикс от Grooverider на трек Resolution, но он так и не появился.

## Список композиций
1. The Seven Samurai (Photek Remix) (6:59)
2. The Lightening (Digital Remix) (5:50)
3. Rings Around Saturn (Peshay & Decoder Remix) (8:02) *
4. The Margin '98 (Doc Scott Remix) (6:54)
5. Resolution (Photek Remix) (6:39)
6. UFO (J Majik Remix) (6:15)
7. Knitevision (6:40)
8. Santiago (6:09)
9. The Seven Samurai (6:51)
10. Rings Around Saturn (7:24) *
11. The Water Margin (5:29)
12. UFO (6:16)

* Треки содержат семпл из записи Pharoah Sanders Astral Traveling.
Оригинальная версия трека Rings Around Saturn также известна под названием Pharaoh, в частности, именно под этим названием трек присутствует на классическом драм-н-бейс альбоме 1996 года «Logical Progression».